# Rynek w Niepołomicach
Rynek w Niepołomicach - główny plac Niepołomic, położony w centralnej części miasta, u zbiegu pięciu ulic. Ma kształt kwadratu o boku długości około 70 m. Plac ten formą z ulicą Piękną na południowy wschód przypomina motyw krakowskiego Rynku Głównego z ulicą Grodzką. Przez niepołomicki Rynek przebiega droga królewska, łącząca Zamek Królewski na Wawelu z Zamkiem Królewskim w Niepołomicach.

## Położenie
Niepołomicki Rynek znajduje się w centralnej części miasta, na obszarze Osiedla Śródmieście. Leży około 100 m na południe od zamku i 1 km na północ od granic Puszczy. Od Rynku Górnego w Wieliczce oddalony jest w linii prostej o 12,5 km, od Rynku Głównego w Krakowie o 21 km, natomiast od Rynku w Tarnowie o 55 km. 
Od Rynku odchodzi pięć ulic: Zamkowa, Szewska, Piękna, Szeroka oraz Adama Mickiewicza. Od południowego zachodu sąsiaduje on z Placem Zwycięstwa.

## Historia
Jeszcze w XIV w. całe współczesne centrum Niepołomic porośnięte było gęstą Puszczą. Po wzniesieniu, w połowie XIV w., Zamku Królewskiego część lasu wykarczowano pod budowę kościoła farnego oraz niewielkiej osady służebnej. Wtedy to też prawdopodobnie wytyczono rynek, który początkowo miał jednak charakter targowego majdanu. W 1776, po oficjalnej lokacji miasta przez cesarzową Marię Teresę, rozpoczęto wznoszenie wokół placu murowanych kamienic.
W 1986 r. powstał na Rynku teledysk do piosenki C’est la vie - Paryż z pocztówki Andrzeja Zauchy.
Obecną zabudowę Rynku stanowią parterowe oraz jedno- i dwupiętrowe kamienice. W jego południowej pierzei znajduje się farny Kościół Dziesięciu Tysięcy Męczenników. Na części płyty placu mieści się płatny parking.

## Otoczenie
- Kościół Dziesięciu Tysięcy Męczenników
- Zamek Królewski („Drugi Wawel”)
- Ratusz
- Park Miejski